# Karol Szymanowski (ur. 1960)
Karol Szymanowski (ur. 1960) – polski kompozytor, dr hab. sztuk muzycznych, profesor nadzwyczajny Katedry Jazzu Wydziału Dyrygentury, Jazzu i Edukacji Muzycznej Akademii Muzycznej im. Feliksa Nowowiejskiego w Bydgoszczy.

## Życiorys
Ukończył studia na Wydziale Instrumentalnym Akademii Muzycznej w Bydgoszczy, a także na Wydziale Jazzu i Muzyki Rozrywkowej Akademii Muzycznej w Katowicach. 30 listopada 2005 obronił pracę doktorską, 18 grudnia 2013 habilitował się na podstawie dorobku naukowego i pracy. Otrzymał nominację profesorską.
Objął funkcję profesora nadzwyczajnego w Katedrze Jazzu na Wydziale Dyrygentury, Jazzu i Edukacji Muzycznej Akademii Muzycznej im. Feliksa Nowowiejskiego w Bydgoszczy.

## Nagrody i wyróżnienia
- 2016: Nagroda za osiągnięcia w dziedzinie perkusyjnej muzyki[3]
- 2014: Odznaka honorowa „Zasłużony dla Kultury Polskiej”[3]

## Publikacje
- 2007: Sześciopałkowa technika gry na wibrafonie – metoda Karola Szymanowskiego[3]
- 2017: Polskie kolędy i pastorałki na wibrafon solo cz. I[3]
- 2018: Polskie kolędy i pastorałki na wibrafon solo cz. II[3]